# Guðjón Valur Sigurðsson
Guðjón Valur Sigurðsson, islandski rokometaš, * 8. avgust 1979, Reykjavik.
Leta 2004 je na poletnih olimpijskih igrah v Atlanti v sestavi islandske reprezentance osvojil 9. mesto; čez štiri leta pa še bronasto medaljo.